# بطولة التنس في المغرب
بطولة المغرب للتنس هي بطولة كرة مضرب تقام كل سنة على الملاعب الرملية في فصل الربيع، تنظمها رابطة محترفات التنس للنساء المحترفات ورابطة محترفي التنس حول العالم للاعبي التنس المحترفين.
وتعد جائزة الحسن الثاني الكبرى للتنس التي نظمت منذ عام 1986، كتكريم لروح ملك المغرب الحسن الثاني الذي توفي عام 1999، أقيم الجوائز بالنسبة للذكور خلال المنافسة التي تجري بالملاعب الرملية في مركب الأمل بالدار البيضاء قبل أن تنتقل سنة 2016 إلى مدينة مراكش، وقد أضحت منذ عام 1990 جزء من سلسلة بطولات رابطة محترفي التنس 250 نقطة، في حين يعود تاريخ الدورة الأولى من البطولة النسائية والتي تعرف بجائزة الأميرة للامريم للتنس إلى عام 2001. حيث ٱنتقلت البطولة من فئة الدرجة الخامسة إلى فئة الدرجة الرابعة وذلك بعد الانتقال من مدينة الدار البيضاء إلى مدينة الرباط في عام 2005، تم مدينة فاس عام 2007، لتكون ضمن مرافق النادي الملكي للتنس الذي ٱفتتح قبل سنتين بفاس أنذاك. تم لتنتقل مرة أخرى في عام 2013 إلى مدينة مراكش.
إضافة لذلك تقام بطولة تنس أخرى للرجال في المغرب في فئة المنافسة مابين 2007 ـ 2012، وهي بطولة مراكش للتنس. في عام 1970، تم تنظيم جولة بطولة العالم للتنس في مدينة الدار البيضاء.

## وصلات خارجية
- بطولة التنس في المغرب على موقع رابطة محترفي التنس (الإنجليزية)